# ماخ (دهانه)
ماخ یک دهانه برخوردی در ماه‌ است.

## دهانه‌های اقماری
این دهانه ۱ دهانه اقماری دارد.
| Mach | عرض جغرافیایی | طول جغرافیایی | قطر          |
| ---- | ------------- | ------------- | ------------ |
| H    | ۱۴.۹° N       | ۱۴۴.۱° W      | ۴۰.۰ کیلومتر |